# Flip i Flap w Legii Cudzoziemskiej
Flip i Flap w Legii Cudzoziemskiej (ang. The Flying Deuces) – amerykański film komediowy z 1939. W rolach głównych wystąpili Flip i Flap, czyli Oliver Hardy i Stan Laurel – popularny duet aktorski tego okresu.

## Fabuła
Flip i Flap to dwóch Amerykanów przebywających w interesach na terenie Francji. Flap zakochuje się w pięknej Francuzce Georgette. Niestety ukochana odrzuca jego uczucie. Zdesperowany postanawia odebrać sobie życie. Usiłuje namówić swojego przyjaciela Stana, by zachował się jak prawdziwy kolega i popełnił samobójstwo wraz z nim. Po drodze jednak spotykają oficera Legii Cudzoziemskiej i za jego namową postanawiają zaciągnąć się do tej formacji, jednak niezadowoleni z warunków panujących w Legii decydują się zdezerterować.

## Obsada
- Oliver Hardy – Ollie
- Stan Laurel – Stan
- Charles Middleton – komendant
- James Finlayson – strażnik więzienny
- Jean Del Val – sierżant
- Reginald Gardiner – François
- Jean Parker – Georgette
- Crane Whitley – kapral